# Eryk Szostak
Eryk Szostak (ur. 28 kwietnia 1975) – polski lekkoatleta, specjalizujący się w biegach długodystansowych.

## Osiągnięcia
- Mistrzostwa Polski seniorów w lekkoatletyce (3 medale)[1]
  - Kraków 1999 – brązowy medal w biegu na 5000 m
  - Żagań 1999 – srebrny medal w biegu przełajowym na 4,8 km
  - Kraków 2001 – brązowy medal w przełajowym na 5 km

- Puchar Europy w lekkoatletyce
  - Malmö 1998 (grupa B) – V miejsce w biegu na 5000 m

- Młodzieżowe Mistrzostwa Europy w lekkoatletyce
  - Turku 1997 – IX miejsce w biegu na 5000 m

## Rekordy życiowe
- bieg na 3000 metrów
  - stadion – 7:58,78 (Cottbus 1998)
- bieg na 5000 metrów
  - stadion – 13:45,80 (Wrocław 1997)
- bieg na 10 000 metrów
  - stadion – 29:10,58 (Wrocław 1998)
- półmaraton – 1:04:20 (Uster 1998)